# Nhà xuất bản Trẻ
Nhà xuất bản Trẻ là một đơn vị chuyên xuất bản và phát hành sách nhiều thể loại có trụ sở chính tại Thành phố Hồ Chí Minh. Từ năm 2008 trở về trước, tên gọi nhà xuất bản Trẻ chỉ đơn vị được thành lập năm 1981; nhưng sau đó đến nay, cái tên này dùng để nói đến Công ty TNHH một thành viên Nhà xuất bản Trẻ, có chủ sở hữu là Đoàn Thanh niên Cộng sản Hồ Chí Minh Thành phố Hồ Chí Minh. Đây là một trong những đơn vị sớm nhất ký và tuân thủ Công ước Berne năm 2003.

## Thành viên

### E-BOOK
Từ cuối năm 2012, nhà xuất bản Trẻ đã bắt đầu phân phối phiên bản sách điện tử của các ấn phẩm đã xuất bản thông qua đơn vị thành viên YBOOK, tên đầy đủ là Công ty TNHH Sách điện tử Trẻ.

## Một số ấn phẩm và dịch phẩm tiêu biểu
Dù chiếm một phần không nhỏ trong các đầu sách của nhà xuất bản Trẻ là sách kiến thức phổ thông, thường thức đời sống, mảng sách hư cấu (sách dịch lẫn sách trong nước) mới có những ấn phẩm để lại dấu ấn. Nhà xuất bản Trẻ cũng là bệ phóng cho những tên tuổi văn học Việt Nam đương đại như Nguyễn Nhật Ánh hay Nguyễn Ngọc Tư; hoặc giới thiệu nhiều tác giả nổi tiếng trên thế giới đến Việt Nam như Mario Puzo (Bố già), Paul Auster, Thomas Mann (qua Tủ sách Cánh cửa mở rộng), J. K. Rowling (qua bộ sách Harry Potter)...
- Vừa nhắm mắt vừa mở cửa sổ (2004)
- Cánh đồng bất tận (2005)
- Tôi là Bêtô (2007)
- Cho tôi xin một vé đi tuổi thơ (2008)
- Nữ thần báo tử (dịch phẩm, 2012)
- Nhóc Miko! (Manga, 2011)
- Skip Beat! (Manga, 2013)

Ngoài ra, nhà xuất bản Trẻ còn xuất bản nhiều truyện tranh nước ngoài (truyện tranh Pháp - Bỉ, Manga) cũng như hỗ trợ xuất bản truyện tranh Việt Nam (các tập đầu của Thần Đồng Đất Việt, bộ truyện tranh Việt Nam mới đây là Học viện Bóng Đá).